# К-173 «Красноярськ»
| К-173 «Красноярськ»                                                     | К-173 «Красноярськ»                                                        | К-173 «Красноярськ»                                                        |
| ----------------------------------------------------------------------- | -------------------------------------------------------------------------- | -------------------------------------------------------------------------- |
| К-173 «Красноярск»                                                      |                                                                            |                                                                            |
|                                                                         |                                                                            |                                                                            |
| Схематичне зображення радянського підводного човна проєкту 949A «Антей» |                                                                            |                                                                            |
| Верф                                                                    | завод № 402, Сєверодвінськ                                                 | завод № 402, Сєверодвінськ                                                 |
| Під прапором                                                            | СРСР Росія                                                                 | СРСР Росія                                                                 |
| Належність                                                              | Військово-морський флот СРСР · Військово-морські сили Російської Федерації | Військово-морський флот СРСР · Військово-морські сили Російської Федерації |
| Порт приписки                                                           | Вілючинськ, Бухта Крашеніннікова, Західна Ліца                             | Вілючинськ, Бухта Крашеніннікова, Західна Ліца                             |
| На честь                                                                | Красноярськ                                                                | Красноярськ                                                                |
| Закладений                                                              | 4 серпня 1983                                                              | 4 серпня 1983                                                              |
| Спуск на воду                                                           | 27 березня 1986                                                            | 27 березня 1986                                                            |
| Введений до складу флоту                                                | 31 грудня 1986                                                             | 31 грудня 1986                                                             |
| Перейменований                                                          | З 13 квітня 1993 року — «Красноярськ»                                      | З 13 квітня 1993 року — «Красноярськ»                                      |
| Виведений зі складу флоту                                               | 13 квітня 1999 року виведений зі складу флоту                              | 13 квітня 1999 року виведений зі складу флоту                              |
| На службі                                                               | 1986–1999                                                                  | 1986–1999                                                                  |
| Сучасний статус                                                         | 2016 року утилізований                                                     | 2016 року утилізований                                                     |
| Бойовий досвід                                                          | Холодна війна                                                              | Холодна війна                                                              |
| Проєкт                                                                  |                                                                            |                                                                            |
| Тип ПЧ                                                                  | атомний підводний човен з крилатими ракетами                               | атомний підводний човен з крилатими ракетами                               |
| Розробник проєкту                                                       | КБ «Рубін»                                                                 | КБ «Рубін»                                                                 |
| Класифікація НАТО                                                       | Oscar-II                                                                   | Oscar-II                                                                   |
| Вартість                                                                | 226 млн. руб.                                                              | 226 млн. руб.                                                              |
| Основні характеристики                                                  |                                                                            |                                                                            |
| Швидкість (надводна)                                                    | 15 вузлів (27,8 км/год)                                                    | 15 вузлів (27,8 км/год)                                                    |
| Швидкість (підводна)                                                    | 32 вузли (59,2 км/год)                                                     | 32 вузли (59,2 км/год)                                                     |
| Робоча глибина занурення                                                | 520 м                                                                      | 520 м                                                                      |
| Гранична глибина занурення                                              | 600 м                                                                      | 600 м                                                                      |
| Автономність плавання                                                   | 120 діб                                                                    | 120 діб                                                                    |
| Екіпаж                                                                  | 107 осіб                                                                   | 107 осіб                                                                   |
| Розміри                                                                 |                                                                            |                                                                            |
| Довжина найбільша (по КВЛ)                                              | 154 м                                                                      | 154 м                                                                      |
| Ширина корпусу найб.                                                    | 18,2 м                                                                     | 18,2 м                                                                     |
| Середня осадка (по КВЛ)                                                 | 9,2 м                                                                      | 9,2 м                                                                      |
| Водотоннажність надводна                                                | 14 700 т                                                                   | 14 700 т                                                                   |
| Водотоннажність підводна                                                | 23 900 т                                                                   | 23 900 т                                                                   |
| Силова установка                                                        |                                                                            |                                                                            |
| Атомна: 2 × ядерні реактори ОК-650В                                     |                                                                            |                                                                            |
| Гвинти                                                                  | 2                                                                          | 2                                                                          |
| Потужність                                                              | 2 × 190 МВт (98 000 к.с.)                                                  | 2 × 190 МВт (98 000 к.с.)                                                  |
| Озброєння                                                               |                                                                            |                                                                            |
| Торпедно- мінне озброєння                                               | 2 ТА калібру 650-мм (8-12 торпед) і 4 ТА калібру 533-мм (16 торпед)        | 2 ТА калібру 650-мм (8-12 торпед) і 4 ТА калібру 533-мм (16 торпед)        |
| Ракетне озброєння                                                       | 24 крилаті ракети ЗМ-45 у 12 контейнерах ПУ ПКР комплексу П-700 «Граніт»   | 24 крилаті ракети ЗМ-45 у 12 контейнерах ПУ ПКР комплексу П-700 «Граніт»   |
| ППО                                                                     | ПЗРК «Стріла-3М» або «Верба»                                               | ПЗРК «Стріла-3М» або «Верба»                                               |

К-173 «Красноярськ» (рос. К-173 «Красноярск») — радянський/російський багатоцільовий атомний підводний човен проєкту 949А «Антей». Закладений 4 серпня 1983 року під назвою К-173 на заводі № 402 у Сєверодвінські під заводським номером 618. 27 березня 1986 року спущений на воду. 31 грудня 1986 року включений до складу входить до складу дивізії підводних човнів Північного флоту Росії.

## Історія служби

### У складі Північного флоту
У січні 1987 року корабель перейшов до постійного місця базування — у губу Велика Лопаткіна. 24 лютого К-173 увійшов до складу 11-ї дивізії 1-ї флотилії підводних човнів Північного флоту з базуванням на Західну Ліцу.
У 1988—1991 роках К-173 неодноразово брав участь у навчаннях, виконував ракетні та торпедні стрільби. У квітні 1991 року у зв'язку з підготовкою переведення корабля на Тихоокеанський флот екіпаж К-173 переформований на К-410, а екіпаж К-410 став новим екіпажем К-173. З середини серпня до середини вересня К-173 під командуванням капітана 1-го рангу А. П. Єфанова спільно з однотипним К-442 здійснили перехід із Північного на Тихоокеанський флот до нового постійного місця базування — Авачинської губи.

### У складі Тихоокеанського флоту
Наприкінці вересня 1991 року К-173 зарахували до складу 10-ї дивізії 2-ї флотилії підводних човнів Тихоокеанського флоту та перевели у бухту Крашенинникова, місто Вілючинськ. У 1991—1995 роках корабель виконав дві бойові походи. З 13 квітня 1993 року К-173 отримав почесне найменування «Красноярськ», тоді ж місто взяло шефство над кораблем.

### Виведення зі складу флоту
У листопаді 1995 року К-173 «Красноярськ» було виведено у резерв, він перебував на приколі у бухті Крашенинникова, в очікуванні проходження середнього ремонту. У 1999 році виведений з бойового складу, направлений у дивізіон тривалого зберігання та поставлений на консервацію.
29 квітня 2016 року при виконанні робіт з обробки корпусу сталося займання гумової обшивки. Площа пожежі склала 30 м², для гасіння човен був притоплений.